# Chaetonotus puniceus
Chaetonotus puniceus är en djurart som tillhör fylumet bukhårsdjur, och som beskrevs av Martin 1990. Chaetonotus puniceus ingår i släktet Chaetonotus och familjen Chaetonotidae. Inga underarter finns listade i Catalogue of Life.